# Francia en la Copa Mundial de Rugby de 2003
Les Bleus fueron una de las 20 naciones participantes de la Copa Mundial de Rugby de 2003, que se realizó en Australia.
Francia había resultado subcampeona en la edición anterior, no estaba presionada y llegaba con un Torneo de las Seis Naciones regular. Sin embargo, demostró un gran equipo y alcanzó las semifinales por tercera vez consecutiva.

## Plantel

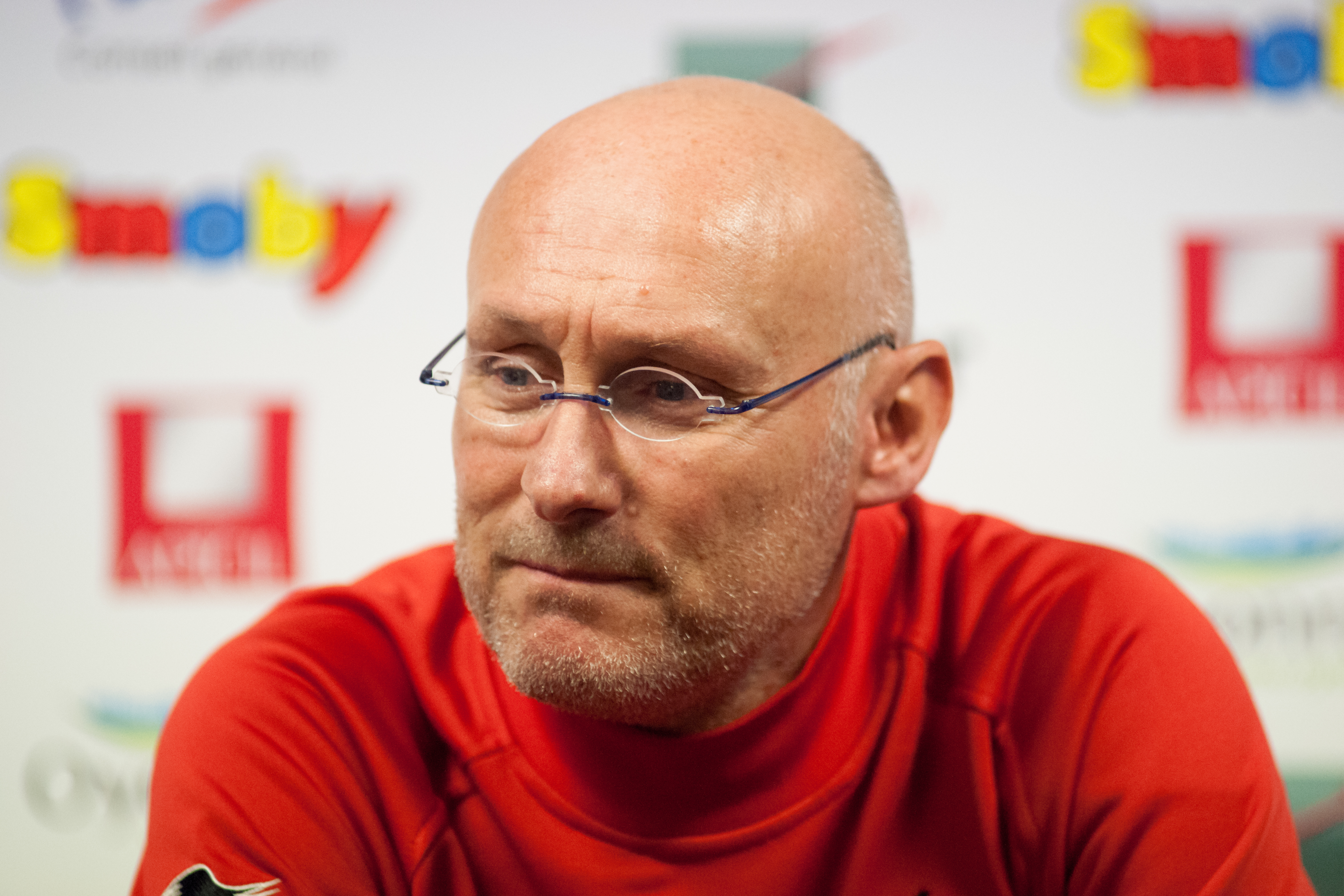
Laporte (39 años) fue el técnico.

|                             | Jugador             | Edad    | Posición      | Tests | Equipo                         |
| --------------------------- | ------------------- | ------- | ------------- | ----- | ------------------------------ |
| Hookers y Pilares           |                     |         |               |       |                                |
|                             | Yannick Bru         | 30 años | Hooker        | 8     | Stade Toulousain               |
| 1                           | Jean-Jacques Crenca | 34 años | Pilar         | 28    | Sporting Union Agen            |
| 2                           | Raphaël Ibañez      | 30 años | Hooker        | 66    | Saracens                       |
| 3                           | Sylvain Marconnet   | 27 años | Pilar         | 33    | Stade Français Paris           |
|                             | Olivier Milloud     | 27 años | Pilar         | 10    | Club Sportif Bourgoin-Jallieu  |
|                             | Jean-Baptiste Poux  | 24 años | Pilar         | 7     | Stade Toulousain               |
| Segundas líneas             |                     |         |               |       |                                |
|                             | David Auradou       | 30 años | Segunda línea | 34    | Stade Français Paris           |
|                             | Olivier Brouzet     | 30 años | Segunda línea | 66    | ASM Clermont Auvergne          |
| 4                           | Fabien Pelous       | 29 años | Segunda línea | 80    | Stade Toulousain               |
| 5                           | Jérôme Thion        | 25 años | Segunda línea | 5     | Biarritz Olympique Pays Basque |
| Alas y Octavos              |                     |         |               |       |                                |
| 6                           | Serge Betsen        | 29 años | Ala           | 31    | Biarritz Olympique Pays Basque |
|                             | Sébastien Chabal    | 25 años | Ala           | 17    | Club Sportif Bourgoin-Jallieu  |
| 8                           | Imanol Harinordoquy | 23 años | Octavo        | 20    | Section Paloise                |
|                             | Christian Labit     | 32 años | Octavo        | 12    | Stade Toulousain               |
| 7                           | Olivier Magne       | 30 años | Ala           | 66    | ASM Clermont Auvergne          |
|                             | Patrick Tabacco     | 29 años | Ala           | 12    | Stade Français Paris           |
| Medios scrums               |                     |         |               |       |                                |
| 9                           | Fabien Galthié      | 34 años | Medio scrum   | 59    | Libre                          |
|                             | Dimitri Yachvili    | 23 años | Medio scrum   | 7     | Biarritz Olympique Pays Basque |
| Aperturas y Centros         |                     |         |               |       |                                |
| 12                          | Yannick Jauzion     | 25 años | Centro        | 10    | Stade Toulousain               |
|                             | Brian Liebenberg    | 24 años | Centro        | 3     | Stade Français Paris           |
| 13                          | Tony Marsh          | 31 años | Centro        | 11    | ASM Clermont Auvergne          |
|                             | Gérald Merceron     | 30 años | Apertura      | 26    | ASM Clermont Auvergne          |
| 10                          | Frédéric Michalak   | 21 años | Apertura      | 12    | Stade Toulousain               |
|                             | Damien Traille      | 24 años | Centro        | 24    | Section Paloise                |
| Fullbacks y Wings           |                     |         |               |       |                                |
|                             | David Bory          | 27 años | Wing          | 18    | ASM Clermont Auvergne          |
| 15                          | Nicolas Brusque     | 27 años | Fullback      | 11    | Biarritz Olympique Pays Basque |
| 11                          | Christophe Dominici | 31 años | Wing          | 30    | Stade Français Paris           |
|                             | Pépito Elhorga      | 25 años | Wing          | 6     | Sporting Union Agen            |
| 14                          | Aurélien Rougerie   | 23 años | Wing          | 22    | ASM Clermont Auvergne          |
|                             | Clément Poitrenaud  | 21 años | Fullback      | 11    | Stade Toulousain               |
| Entrenador: Bernard Laporte |                     |         |               |       |                                |

## Participación
Francia integró el grupo B junto a las Águilas (primera vez), Fiyi, el XV del Cardo y Japón (primera vez). Ganó la zona venciendo en todos los partidos.

### Fase final
En los cuartos de final se cruzaron al XV del Trébol, entrenados por Eddie O'Sullivan y formando con el capitán Keith Wood, Malcolm O'Kelly, Simon Easterby, Peter Stringer, la estrella Brian O'Driscoll y Girvan Dempsey. Repitiendo el duelo de Sudáfrica 1995, los backs irlandeses cometieron demasiados errores; dos tries inalcanzables en el marcador y Francia ganó.
Las semifinales trajo un nuevo Le Crunch ante la candidata Inglaterra, del técnico Clive Woodward y alineada con: Phil Vickery, el capitán Martin Johnson, Richard Hill, Matt Dawson, Will Greenwood y Jason Robinson. El apertura Jonny Wilkinson no perdonó los errores franceses y anotó cinco penales, logrando la victoria y la eliminación de Les Bleus.

### Tercer puesto
El partido consuelo puso delante a los All Blacks, que habían eliminado a los Springboks y caído ante los Wallabies. Dirigidos por John Mitchell y representados por: Greg Somerville, Ali Williams, el capitán Reuben Thorne, la estrella Carlos Spencer y Doug Howlett. Los desmotivados franceses alinearon suplentes y recibieron una paliza de seis tries.